# La Liga 2
Segunda División este a doua competiție profesionistă de fotbal din Spania. A fost fondată în anul 1929 și de la bun început este organizată de LFP. În perioada 2008—2019, campionatul a purtat denumirea oficială de LaLiga 1|2|3, iar din sezonul 2023-2024 se numește LaLiga Hypermotion, din motive de sponsorizare.

## Format
Începând cu sezonul 2010-2011, campionatul conține 22 de echipe care joacă într-un sistem tur-retur 42 de meciuri. Primele două echipe sunt calificate automat. A treia echipă este câștigătoarea unui play-off  locuri 3-6 (echipele secunde nu au dreptul să promoveze). Acest baraj este format dintr-o semifinală tur-retur și o finală tot tur-retur. Ultimele patru echipe retrogradează în Primera Federacion.

## Echipele actuale
| Echipă                | Localitate        | Comunitate autonomă                                                              | Stadion                     | Capacitate |
| --------------------- | ----------------- | -------------------------------------------------------------------------------- | --------------------------- | ---------- |
| Alcorcón              | Alcorcón          | Madrid                                                                           | Santo Domingo               | 5,100      |
| Almería               | Almería           | Andalucía                                                                        | Juegos Mediterráneos        | 15,200     |
| Amorebieta            | Amorebieta-Etxano | Țara Bascilor                                                                    | Lezama                      | 3,250      |
| Burgos                | Burgos            | Castilla y León                                                                  | El Plantío                  | 12,194     |
| Cartagena             | Cartagena         | Murcia                                                                           | Estadio Cartagonova         | 15,105     |
| Eibar                 | Eibar             | Țara Bascilor                                                                    | Ipurúa                      | 8,164      |
| Fuenlabrada           | Fuenlabrada       | Madrid                                                                           | Estadio Fernando Torres     | 5,400      |
| Girona                | Girona            | Cataluña                                                                         | Montilivi                   | 11,200     |
| Huesca                | Huesca            | Aragon                                                                           | El Alcoraz                  | 7,638      |
| UD Ibiza              | Ibiza             | Insulele Baleare                                                                 | Can Misses                  | 4,500      |
| Las Palmas            | Lugo              | Gran Canaria                                                                     | Gran Canaria                | 31,250     |
| Leganés               | Leganés           | Madrid                                                                           | Butarque                    | 12,450     |
| Lugo                  | Lugo              | Galicia                                                                          | Anxo Carro                  | 7,070      |
| Málaga                | Málaga            | Andalucía                                                                        | Estadio La Rosaleda         | 30,044     |
| Mirandés              | Miranda de Ebro   | Castilla y León                                                                  | Estadio Municipal de Anduva | 5,759      |
| Oviedo                | Oviedo            | Asturias                                                                         | Estadio Carlos Tartiere     | 30,500     |
| Racing Club de Ferrol | Ferrol            | Galicia                                                                          | El Toralín                  | 8,400      |
| Eldense               | Elda              | {{country data Comunitatea Valenciană\|flagicon/core\|variant=\|size=}} Valencia | Instalaciones de Zubieta    | 2,500      |
| Sporting Gijón        | Gijón             | Asturias                                                                         | El Molinón                  | 30,000     |
| Tenerife              | Santa Cruz        | Insulele Canare                                                                  | Heliodoro Rodríguez López   | 24,000     |
| Valladolid            | Valladolid        | Castilla y León                                                                  | José Zorrilla               | 26,512     |
| Zaragoza              | Zaragoza          | Aragon                                                                           | La Romareda                 | 34,596     |

## Sezoane
| Sezonul | Championii                                                 | Locul secund                                                            | Alte echipe promovate                        |
| ------- | ---------------------------------------------------------- | ----------------------------------------------------------------------- | -------------------------------------------- |
| 28-29   | Sevilla (nu a promovat)                                    | Real Zaragoza (nu a promovat)                                           |                                              |
| 29-30   | Alavés                                                     | Sporting de Gijon (nu a promovat)                                       |                                              |
| 30-31   | Valencia                                                   | Sevilla (nu a promovat)                                                 |                                              |
| 31-32   | Real Betis                                                 | Real Oviedo (nu a promovat)                                             |                                              |
| 32-33   | Real Oviedo                                                | Atlético Madrid (nu a promovat)                                         |                                              |
| 33-34   | Sevilla FC                                                 | Atlético Madrid                                                         |                                              |
| 34-35   | Hércules CF                                                | CA Osasuna                                                              |                                              |
| 35-36   | Celta de Vigo                                              | Real Zaragoza                                                           |                                              |
| 39-40   | Real Murcia                                                | Deportivo                                                               |                                              |
| 40-41   | Granada                                                    | Real Sociedad                                                           | Castellón și Deportivo                       |
| 41-42   | Real Betis                                                 | Real Zaragoza                                                           |                                              |
| 42-43   | CE Sabadell FC                                             | Real Sociedad                                                           |                                              |
| 43-44   | Sporting de Gijón                                          | Real Murcia                                                             |                                              |
| 44-45   | CD Alcoyano                                                | Hércules CF                                                             | Celta de Vigo                                |
| 45-46   | CE Sabadell FC                                             | Deportivo de La Coruña                                                  |                                              |
| 46-47   | Alcoyano                                                   | Gimnàstic                                                               | Real Sociedad                                |
| 47-48   | Real Valladolid                                            | Deportivo de La Coruña                                                  |                                              |
| 48-49   | Real Sociedad                                              | CD Málaga                                                               |                                              |
| Sezonul | Câștigătorii Grupei Nord                                   | Câștigătorii Grupei Sud                                                 | Alte echipe promovate                        |
| 49-50   | Racing de Santander                                        | CD Alcoyano                                                             | UE Lleida și Real Murcia                     |
| 50-51   | Sporting                                                   | Moghreb Athletic Tétouan                                                | Real Zaragoza și Las Palmas                  |
| 51-52   | Real Oviedo                                                | Málaga CF                                                               |                                              |
| 52-53   | CA Osasuna                                                 | Real Jaén                                                               |                                              |
| 53-54   | Deportivo Alavés                                           | UD Las Palmas                                                           | Hércules CF și Málaga CF                     |
| 54-55   | Cultural y Deportiva Leonesa                               | Real Murcia                                                             |                                              |
| 55-56   | CA Osasuna                                                 | Real Jaén                                                               | Real Zaragoza și CD Condal                   |
| 56-57   | Sporting de Gijón                                          | Granada CF                                                              |                                              |
| 57-58   | Real Oviedo                                                | Real Betis                                                              |                                              |
| 58-59   | Real Valladolid                                            | Elche CF                                                                |                                              |
| 59-60   | Racing de Santander                                        | RCD Mallorca                                                            |                                              |
| 60-61   | CA Osasuna                                                 | CD Tenerife                                                             |                                              |
| 61-62   | Deportivo La Coruña                                        | Córdoba                                                                 | Real Valladolid și Málaga CF                 |
| 62-63   | Pontevedra                                                 | Real Murcia                                                             | Levante și RCD Espanyol                      |
| 63-64   | Deportivo La Coruña                                        | UD Las Palmas                                                           |                                              |
| 64-65   | Pontevedra                                                 | Mallorca                                                                | Sabadell și Málaga CF                        |
| 65-66   | Deportivo La Coruña                                        | Hércules CF                                                             | Granada CF                                   |
| 66-67   | Real Sociedad                                              | Málaga CF                                                               | Real Betis                                   |
| 67-68   | Deportivo La Coruña                                        | Granada CF                                                              |                                              |
| Sezonul | Campionii                                                  | Locul secund                                                            | Alte echipe promovate                        |
| 68-69   | Sevilla FC                                                 | Celta de Vigo                                                           | RCD Mallorca                                 |
| 69-70   | Sporting de Gijón                                          | Málaga CF                                                               | RCD Espanyol                                 |
| 70-71   | Real Betis                                                 | Burgos CF                                                               | Deportivo și Córdoba CF                      |
| 71-72   | Real Oviedo                                                | CD Castellón                                                            | Real Zaragoza                                |
| 72-73   | Real Murcia                                                | Elche CF                                                                | Racing de Santander                          |
| 73-74   | Real Betis                                                 | Hércules CF                                                             | UD Salamanca                                 |
| 74-75   | Real Oviedo                                                | Racing de Santander                                                     | Sevilla FC                                   |
| 75-76   | Burgos CF                                                  | Celta de Vigo                                                           | Málaga CF                                    |
| 76-77   | Sporting de Gijón                                          | Cádiz CF                                                                | Rayo Vallecano                               |
| 77-78   | Real Zaragoza                                              | Recreativo                                                              | Celta de Vigo                                |
| 78-79   | Almería CF                                                 | Málaga CF                                                               | Real Betis                                   |
| 79-80   | Real Murcia                                                | Real Valladolid                                                         | CA Osasuna                                   |
| 80-81   | CD Castellón                                               | Cádiz CF                                                                | Racing de Santander                          |
| 81-82   | Celta de Vigo                                              | UD Salamanca                                                            | Málaga CF                                    |
| 82-83   | Real Murcia                                                | Cádiz CF                                                                | RCD Mallorca                                 |
| 83-84   | Real Madrid Castilla (nu a promovat, fiind echipa secundă) | Bilbao Athletic (nu a promovat, fiind echipa secundă a Athletic Bilbao) | Hércules CF, Racing de Santander și Elche CF |
| 84-85   | UD Las Palmas                                              | Cádiz CF                                                                | Celta de Vigo                                |
| 85-86   | Real Murcia                                                | CE Sabadell FC                                                          | RCD Mallorca                                 |
| 86-87   | Valencia CF                                                | CD Logroñés                                                             | Celta de Vigo                                |
| 87-88   | Málaga CF                                                  | Elche CF                                                                | Real Oviedo                                  |
| 88-89   | Castellón                                                  | Rayo Vallecano                                                          | Mallorca și Tenerife                         |
| 89-90   | Real Burgos CF                                             | Real Betis                                                              | RCD Espanyol                                 |
| 90-91   | Albacete Balompié                                          | Deportivo de La Coruña                                                  |                                              |
| 91-92   | Celta de Vigo                                              | Rayo Vallecano                                                          |                                              |
| 92-93   | UE Lleida                                                  | Real Valladolid                                                         | Racing de Santander                          |
| 93-94   | RCD Espanyol                                               | Real Betis                                                              | SD Compostela                                |
| 94-95   | Mérida UD                                                  | Rayo Vallecano                                                          | UD Salamanca                                 |
| 95-96   | Hércules CF                                                | CD Logroñés                                                             | CF Extremadura                               |
| 96-97   | Mérida UD                                                  | UD Salamanca                                                            | RCD Mallorca                                 |
| 97-98   | Deportivo Alavés                                           | CF Extremadura                                                          | Villarreal CF                                |
| 98-99   | Málaga CF                                                  | Atlético Madrid B (nu a promovat, fiind echipa secundă)                 | Numancia, Sevilla and Rayo Vallecano         |
| 99-00   | UD Las Palmas                                              | CA Osasuna                                                              | Villarreal CF                                |
| 00-01   | Sevilla FC                                                 | Real Betis                                                              | CD Tenerife                                  |
| 01-02   | Atlético Madrid                                            | Racing                                                                  | Recreativo                                   |
| 02-03   | Real Murcia                                                | Real Zaragoza                                                           | Albacete Balompié                            |
| 03-04   | Levante UD                                                 | CD Numancia                                                             | Getafe CF                                    |
| 04-05   | Cádiz CF                                                   | Celta de Vigo                                                           | Deportivo Alavés                             |
| 05-06   | Recreativo                                                 | Gimnàstic                                                               | Levante                                      |
| 06-07   | Real Valladolid                                            | UD Almería                                                              | Real Murcia                                  |
| 07-08   | CD Numancia                                                | Málaga CF                                                               | Sporting de Gijón                            |
| 08-09   | Xerez CD                                                   | Real Zaragoza                                                           | CD Tenerife                                  |
| 2009–10 | Real Sociedad                                              | Hércules                                                                | Levante                                      |
| 2010–11 | Real Betis                                                 | Rayo Vallecano                                                          | Granada                                      |
| 2011–12 | Deportivo La Coruña                                        | Celta de Vigo                                                           | Real Valladolid                              |
| 2012–13 | Elche                                                      | Villarreal                                                              | Almeria                                      |
| 2013–14 | Eibar                                                      | Deportivo La Coruña                                                     | Córdoba                                      |
| 2014–15 | Real Betis                                                 | Sporting de Gijón                                                       | Las Palmas                                   |
| 2015–16 | Deportivo Alaves                                           | CD Leganes                                                              | Osasuna                                      |
| 2016–17 | Levante                                                    | Girona                                                                  | Getafe                                       |

## Campioni & Promovări
| Club                | Campioni | Promovări | Ani câștigători                                                        |
| ------------------- | -------- | --------- | ---------------------------------------------------------------------- |
| Murcia              | 8        | 11        | 1939–40, 1954–55, 1962–63, 1972–73, 1979–80, 1982–83, 1985–86, 2002–03 |
| Betis               | 6        | 11        | 1931–32, 1941–42, 1957–58, 1970–71, 1973–74, 2010–11, 2014-15          |
| Deportivo La Coruña | 5        | 11        | 1961–62, 1963–64, 1965–66, 1967–68, 2011–12                            |
| Sporting de Gijón   | 5        | 6         | 1943–44, 1950–51, 1956–57, 1969–70, 1976–77                            |
| Real Oviedo         | 5        | 6         | 1932–33, 1951–52, 1957–58, 1971–72, 1974–75                            |
| Málaga*             | 4        | 13        | 1951–52, 1966–67, 1987–88, 1998–99                                     |
| Sevilla             | 4        | 5         | 1929, 1933–34, 1968–69, 2000–01                                        |
| Las Palmas          | 4        | 5         | 1953–54, 1963–64, 1984–85, 1999–2000                                   |
| Celta de Vigo       | 3        | 11        | 1935–36, 1981–82, 1991–92                                              |
| Hércules            | 3        | 8         | 1934–35, 1965–66, 1995–96                                              |
| Valladolid          | 3        | 7         | 1947–48, 1958–59, 2006–07                                              |
| Real Sociedad       | 3        | 6         | 1948–49, 1966–67, 2009–10                                              |
| Osasuna             | 3        | 6         | 1952–53, 1955–56, 1960–61, 2018-19                                     |
| Granada             | 3        | 5         | 1940–41, 1956–57, 1967–68, 2022-23                                     |
| Deportivo Alavés    | 4        | 6         | 1929–30, 1953–54, 1997–98, 2015-16                                     |
| Alcoyano            | 3        | 3         | 1944–45, 1946–47, 1949–50                                              |
| Racing de Santander | 2        | 8         | 1949–50, 1959–60                                                       |
| Mallorca            | 4        | 9         | 1959–60, 1964–65                                                       |
| Elche               | 3        | 5         | 1958–59, 2012–13                                                       |
| Castellón           | 2        | 4         | 1980–81, 1988–89                                                       |
| Sabadell            | 2        | 4         | 1942–43, 1945–46                                                       |
| Burgos*             | 2        | 3         | 1975–76 , 1989–90                                                      |
| Mérida              | 2        | 2         | 1994–95, 1996–97                                                       |
| Valencia            | 2        | 2         | 1930–31, 1986–87                                                       |
| Pontevedra          | 2        | 2         | 1962–63, 1964–65                                                       |
| Real Jaén           | 2        | 2         | 1952–53, 1955–56                                                       |
| Zaragoza            | 1        | 8         | 1977–78                                                                |
| Cádiz               | 1        | 5         | 2004–05                                                                |
| Levante             | 1        | 4         | 2003–04, 2016-17                                                       |
| Espanyol            | 2        | 5         | 1993–94, 2020-21                                                       |
| Tenerife            | 1        | 4         | 1960–61                                                                |
| Numancia            | 1        | 3         | 2007–08                                                                |
| Recreativo          | 1        | 3         | 2005–06                                                                |
| Córdoba             | 1        | 3         | 1961–62                                                                |
| Atlético Madrid     | 1        | 2         | 2001–02                                                                |
| Lleida              | 1        | 2         | 1992–93                                                                |
| Albacete Balompié   | 1        | 2         | 1990–91                                                                |
| Eibar               | 1        | 1         | 2013–14                                                                |
| Xerez               | 1        | 1         | 2008–09                                                                |
| AD Almería          | 1        | 1         | 1978–79                                                                |
| Cultural Leonesa    | 1        | 1         | 1954–55                                                                |
| Atlético Tetuán     | 1        | 1         | 1950–51                                                                |
| Castilla            | 1        | 0         | 1983–84                                                                |
| Huesca              | 1        | 2         | 2019-20                                                                |
| UD Almeria          | 1        | 3         | 2021-22                                                                |

## Legături externe
- Site oficial